# Ангулем (округ)
Округ Ангулем (фр. Arrondissement d'Angoulême) — округ у Франції, в департаменті Шаранта. 2023 року округ об'єднував 115 муніципалітетів, населення становило 181 778 осіб.
Адміністративний центр (супрефектура) — Ангулем.

## Муніципалітети
Список муніципалітетів округу та їхні коди INSEE:
1. Агрі (16003)
2. Ангулем (16015)
3. Аньєр-сюр-Нуер (16019)
4. Базак (16034)
5. Бальзак (16026)
6. Барденак (16029)
7. Беллон (16037)
8. Бензак (16067)
9. Бессак (16041)
10. Бланзаге-Сен-Сібар (16047)
11. Бонн (16049)
12. Бор (16052)
13. Брі-су-Шале (16063)
14. Брі (16061)
15. Буане-Ла-Тюд (16082)
16. Буе (16055)
17. Вей-е-Жиже (16418)
18. Вендель (16415)
19. Вільбуа-Лавалетт (16408)
20. Во-Лавалетт (16394)
21. Вузан (16422)
22. Вульжезак (16420)
23. Вутон (16421)
24. Гара (16146)
25. Гард-ле-Понтару (16147)
26. Гонд-Понтувр (16154)
27. Грассак (16158)
28. Гюра (16162)
29. Дев'я (16118)
30. Діньяк (16119)
31. Дірак (16120)
32. Едон (16125)
33. Екюра (16124)
34. Емутьє (16135)
35. Жольд (16168)
36. Жуїньяк (16170)
37. Ів'є (16424)
38. Іврак-е-Маллейран (16425)
39. Кле (16101)
40. Комб'є (16103)
41. Кульжан (16107)
42. Куржак (16111)
43. Курлак (16112)
44. Кюрак (16117)
45. Ла-Куронн (16113)
46. Ла-Рошетт (16282)
47. Ла-Рошфуко-ан-Ангумуа (16281)
48. Лапрад (16180)
49. Лез-Ессар (16130)
50. Л'Іль-д'Еспаньяк (16166)
51. Лінар (16187)
52. Маньяк-Лавалетт-Віллар (16198)
53. Маньяк-сюр-Тувр (16199)
54. Маріяк-ле-Фран (16209)
55. Марсак (16210)
56. Мартон (16211)
57. Медіяк (16215)
58. Мензак (16203)
59. Монброн (16223)
60. Монбуає (16222)
61. Монморо (16230)
62. Монтіньяк-ле-Кок (16227)
63. Морнак (16232)
64. Мулен-сюр-Тардуар (16406)
65. Мутьє-сюр-Боем (16236)
66. Набіно (16240)
67. Нерсак (16244)
68. Нонак (16246)
69. Обтерр-сюр-Дронн (16020)
70. Оржедей (16250)
71. Ориваль (16252)
72. Паллюо (16254)
73. Піяк (16260)
74. Плассак-Руффіак (16263)
75. Пранзак (16269)
76. Пулліньяк (16267)
77. Пюїмуаян (16271)
78. Рив'єр (16280)
79. Ріу-Мартен (16279)
80. Ронсенак (16283)
81. Рузед (16290)
82. Рулле-Сент-Естеф (16287)
83. Руньяк (16285)
84. Руффіак (16284)
85. Рюель-сюр-Тувр (16291)
86. Саль-Лавалетт (16362)
87. Сен-Жермен-де-Монброн (16323)
88. Сен-Кантен-де-Шале (16346)
89. Сен-Лоран-де-Комб (16331)
90. Сен-Марс'яль (16334)
91. Сен-Мішель (16341)
92. Сен-Ромен (16347)
93. Сен-Сатюрнен (16348)
94. Сен-Северен (16350)
95. Сен-Сорнен (16353)
96. Сент-Аві (16302)
97. Сент-Аджуторі (16293)
98. Сент-Ір'є-сюр-Шарант (16358)
99. Сер (16368)
100. Сірей (16370)
101. Суайо (16374)
102. Суффриньяк (16372)
103. Тапонна-Флериньяк (16379)
104. Торсак (16382)
105. Труа-Палі (16388)
106. Тувр (16385)
107. Феяд (16137)
108. Флеак (16138)
109. Фукебрюн (16143)
110. Шадюрі (16072)
111. Шазель (16093)
112. Шале (16073)
113. Шамньє (16078)
114. Шарра (16084)
115. Шатіньяк (16091)